# Wulongbei Zhen
Wulongbei Zhen (kinesiska: 五龙背镇, 五龙背) är en köping i Kina. Den ligger i provinsen Liaoning, i den nordöstra delen av landet, omkring 190 kilometer sydost om provinshuvudstaden Shenyang. Antalet invånare är 28977. Befolkningen består av 14 616 kvinnor och 14 361 män. Barn under 15 år utgör 8,0 %, vuxna 15-64 år 77 %, och äldre över 65 år 13,0 %.
Genomsnittlig årsnederbörd är 1 408 millimeter. Den regnigaste månaden är juli, med i genomsnitt 513 mm nederbörd, och den torraste är januari, med 11 mm nederbörd.